# کارل استراس
کارل استراس (انگلیسی: Karl Struss؛ ۳۰ نوامبر ۱۸۸۶ – ۱۵ دسامبر ۱۹۸۱)، فیلم‌بردار و عکاسی اهل ایالات متحده آمریکا بود.
وی همچنین برنده جوایزی همچون جایزه اسکار بهترین فیلمبرداری شده است.

## گزیده فیلمشناسی
- ماچته (فیلم ۱۹۵۸) (۱۹۵۸)
- الکی‌خوش (۱۹۴۳)
- رام کردن زن سرکش (فیلم ۱۹۲۹) (۱۹۲۹)
- جنگ زن و مرد (فیلم ۱۹۲۸) (۱۹۲۸)
- کیکی (فیلم ۱۹۳۱) (۱۹۳۱)
- چشمه سحرآمیز تارزان (۱۹۴۹)
- بعضی‌ها داغشو دوست دارن (فیلم ۱۹۳۹) (۱۹۳۹)
- ازدواج به سبک وایکیکی (۱۹۳۷)
- آبراهام لینکلن (فیلم ۱۹۳۰) (۱۹۳۰)
- اسکیپی (فیلم) (۱۹۳۱)
- طلوع: آواز دو انسان (۱۹۲۷)
- دیکتاتور بزرگ (۱۹۴۰)
- دکتر جکیل و آقای هاید (فیلم ۱۹۳۱) (۱۹۳۱)
- خروس (فیلم ۱۹۲۹) (۱۹۲۹)
- مگس (فیلم ۱۹۵۸) (۱۹۵۸)
- روشنی‌های صحنه (۱۹۵۲)
- غیرت روستایی (۱۹۵۳)
- بن هور (فیلم ۱۹۲۵) (۱۹۲۵)